# Microtityus consuelo
Espèce
Microtityus consuelo est une espèce de scorpions de la famille des Buthidae.

## Distribution
Cette espèce est endémique de République dominicaine. Elle se rencontre dans les provinces de San Pedro de Macorís, de Monte Plata et de La Romana.

## Description
Le mâle mesure 19 mm et les femelles de 23 à 25 mm.

## Étymologie
Cette espèce est nommée en l'honneur de Consuelo Martínez de Marcano.

## Publication originale
- Armas & Marcano Fondeur, 1987 : « Nuevos escorpiones (Arachnida: Scorpiones) de República Dominicana. » Poeyana, no 256, p. 1-24.